# Kamisu
Kamisu (神栖市, Kamisu-shi) é uma cidade japonesa localizada na província de Ibaraki.
Em 1 de Outubro de 2007 a cidade tinha uma população estimada em 93 315 habitantes e uma densidade populacional de 633,8 h/km². Tem uma área total de 147,24 km².
Recebeu o estatuto de cidade a 1 de Agosto de 2005. A cidade foi fundada com a fusão da antiga vila de Kamisu com a vila de Hasaki, ambas do distrito de Kashima.